# Dino Soerel
Dino Soerel (Amsterdam, 7 december 1960) is een Nederlands crimineel van gedeeltelijk Surinaamse afkomst. Hij wordt door justitie beschouwd als 'ongekroonde koning van de onderwereld' en is de vermeende partner van Willem Holleeder. Op 29 juni 2017 veroordeelde het Hof Soerel in hoger beroep tot levenslange gevangenisstraf in het liquidatieproces Passage.

## Biografie
Soerel, die opgroeide in Purmerend, was in de jaren tachtig werkzaam als portier in Volendam. Hij was tevens actief als freefighter en raakte beroepshalve geregeld verzeild in vechtpartijen. In februari 1989 tuigde Soerel een persoon dusdanig af, dat deze vier dagen later overleed. De portier werd gearresteerd en kreeg vier jaar celstraf.
In de gevangenis kwam Soerel in aanraking met kopstukken uit de Amsterdamse onderwereld als Willem Holleeder, Cor van Hout en Stanley Hillis. Hij ging zich na zijn vrijlating in het spoor van criminelen als Mink Kok en Jan Femer bezighouden met grootschalige drugshandel,
maar een hard bewijs ontbrak. Toen Kok aan het eind van de jaren 90 werd gearresteerd en Femer in 2000 werd geliquideerd, steeg de positie van Soerel in de Amsterdamse misdaadscene. Van Femer en Kok nam hij diverse corrupte politiecontacten over. Uit deze periode dateert ook het eerste contact met Holleeder en zijn toenmalige kompaan John Mieremet. Het koppel liet de drugshandel achter zich en richtte zich op de afpersing van onder andere vastgoedmagnaten. Willem Endstra verklaarde voordat hij vermoord werd aan de politie dat hij Soerel als machtigste beschouwde: "Dino, dat is dus gewoon de koning van de onderwereld. Dat is een keiharde. Ze sidderen allemaal voor hem. Echt, ze sidderen en ze beven. Ze durven niet verkeerd te knipogen." Het Openbaar Ministerie (OM) onderzocht de rol van Soerel, maar kon geen bewijs vinden dat de verklaring van Endstra ondersteunt. Hij zou bewust op de achtergrond blijven en de rol van schreeuwende en intimiderende topcrimineel door Holleeder laten spelen.
In de loop van 2006 deed justitie verwoede pogingen om Soerel achter de tralies te krijgen. Het OM dacht Soerel aan te kunnen pakken voor een heroïnezaak uit de jaren negentig. Tevens probeerde men zijn betrokkenheid bij de afpersing van Willem Endstra te bewijzen.
In februari 2006 lekte uit dat het OM dacht dat advocaat Bram Moszkowicz onder druk was gezet door Soerel. Hij zou zijn zuster, Orminda 'Minnie' Soerel, een affaire hebben laten beginnen met de advocaat. De getrouwde Moszkowicz zou vervolgens gechanteerd zijn met een filmpje waarop hij de liefde bedrijft met Minnie Soerel. De vrouw werd overigens in januari 2006 tegelijkertijd met Holleeder opgepakt. Later werd ze voorlopig vrijgelaten. Een geplande arrestatie begin november 2006 mislukt, omdat de verdachte niet komt opdagen op de verjaardag van zijn zus.
In juni 2007 daagde Soerel De Telegraaf voor de rechter, nadat de krant hem in een artikel opgevoerd had als de baas van Willem Holleeder. Soerel verscheen zelf niet in de rechtszaal, maar liet zich vertegenwoordigen door zijn advocate Bénédicte Ficq; De Telegraaf hoefde van de rechter deze beschuldiging niet in te trekken. Op 3 juli 2007 werd bekend dat Soerel gezocht zou worden voor het opdracht geven tot liquidaties. Hij zou er een dodenlijst op nahouden op basis waarvan hij geregeld opdracht zou hebben gegeven aan huurmoordenaars.
Op 30 december 2009 werd Dino Soerel door de rechtbank Haarlem bij verstek veroordeeld tot acht jaar cel wegens het leidinggeven van een criminele organisatie die internationale transporten van xtc, cocaïne, heroïne en hasj organiseerde. Op 5 januari 2010 werd bekend dat Dino Soerel op de Nationale Opsporingslijst stond vanwege betrokkenheid bij handel in drugs en het opdracht geven tot liquidaties. Ook stond Soerel op verzoek van de Nederlandse autoriteiten internationaal gesignaleerd.
Op 27 augustus 2010 werd Soerel door een arrestatieteam in een appartement op de Amsterdamse Rozengracht gearresteerd. In het appartement stuitte de politie op twee valse paspoorten met de foto van Soerel. Daarnaast vond de politie ook twee pruiken en verschillende brillen. Soerel had zich vier jaar lang schuilgehouden en liep zelfs in deze woning met vermomming rond.
Op 16 maart 2012 werd hij in hoger beroep tot zeven jaar cel veroordeeld wegens het leidinggeven aan deze organisatie.
Op 21 september 2010 werd Soerel in zijn cel aangehouden op verdenking van betrokkenheid bij de moorden op Kees Houtman en Thomas van der Bijl. Op 12 april 2012 werd zijn voorarrest in deze zaak opgeheven. Omdat hij kort tevoren tot zeven jaar was veroordeeld kwam hij niet daadwerkelijk vrij. Op 29 januari 2013 werd hij van deze moorden vrijgesproken. Wel kreeg hij zes maanden voor witwassen en het bezit van twee valse paspoorten.
Op 29 juni 2017 veroordeelde het Hof Soerel in hoger beroep tot levenslange gevangenisstraf in het liquidatieproces Passage, wegens het medeplegen van het opzettelijk uitlokken van de moorden op Kees Houtman en Thomas van der Bijl in 2005 en 2006 en de deelneming aan een criminele organisatie, gericht op het plegen van moorden en vuurwapendelicten.
Op 1 oktober 2018 werd hij in zijn cel aangehouden wegens de moorden op Willem Endstra en John Mieremet, maar deze zaak werd later geseponeerd.